# 奧瓦納
36°46′N 5°36′E / 36.767°N 5.600°E

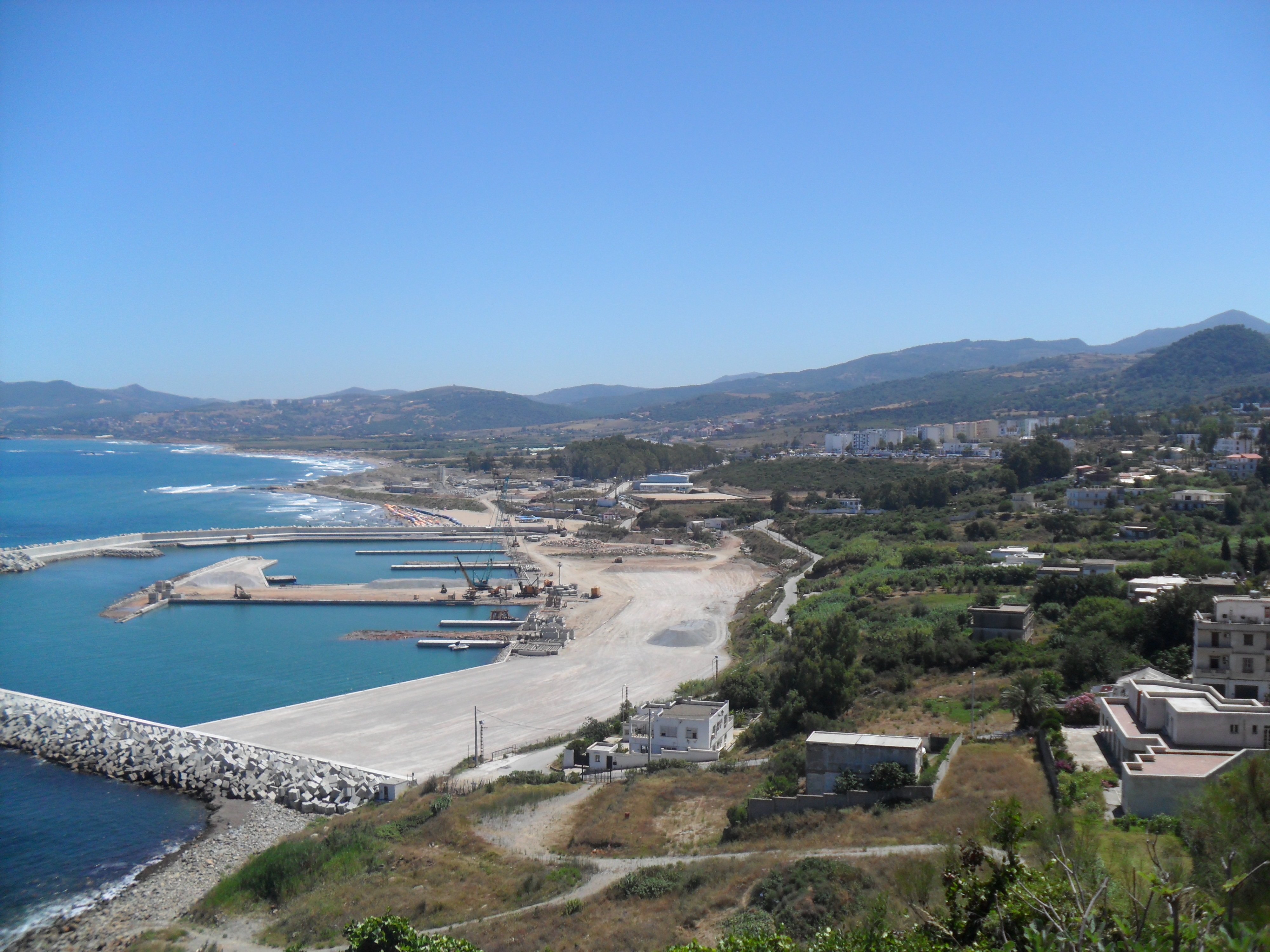

奧瓦納（阿拉伯语：‎），是阿爾及利亞的城鎮，位於該國東北部，由吉傑勒省負責管轄，是奧瓦納區的首府，處於吉傑勒西南面20公里，2008年該城鎮人口13,273。